# Five Years (1969–1973)
| Оценки критиков | Оценки критиков |
| Источник        | Оценка          |
| --------------- | --------------- |
| AllMusic        | [ 1 ]           |
| The Guardian    | [ 2 ]           |
| The Irish Times | [ 3 ]           |
| Pitchfork       | 8.2/10          |
| PopMatters      | 10/10           |

Five Years (1969—1973) (с англ. — «Пять лет») — бокс-сет британского рок-музыканта Дэвида Боуи, выпущенный в сентябре 2015 года на лейбле Parlophone. Бокс-сет включает альбомы Боуи выпущенные в период с 1969 по 1973 годы, скомпонованные на двенадцати компакт-дисках или тринадцати грампластинка, в зависимости от формата издания. Эксклюзивом бокс-сета является сборник Re:Call 1, содержащий внеальбомные песни, синглы и би-сайды. Five Years (1969—1973) является первой в серии бокс-сетов, охватывающих всю карьеру музыканта.
Бокс-сет включает альбомы охватывающие пять лет восхождения Боуи к славе: Space Oddity, The Man Who Sold the World, Hunky Dory, The Rise and Fall of Ziggy Stardust and the Spiders from Mars, Aladdin Sane, а также его последний альбом с группой The Spiders from Mars Pin Ups. Также он содержит концертный альбом Live Santa Monica '72, саундтрек к последнему шоу Зигги Стардаста в Hammersmith Odeon и стерео-микс альбома Ziggy Stardust сделанный Кеном Скоттом в 2003 году (ранее доступный лишь в издании альбома на SACD, 2003 года; а также на виниловом релизе и DVD-Audio, 2012 года).
К бокс-сету прилагается эксклюзивная книга с редкими фотографиями, эссе продюсеров Тони Висконти и Кена Скотта, оригинальными рецензиями прессы и кратким предисловием Рэя Дэвиса из The Kinks.

## Список композиций
Все песни написаны Дэвидом Боуи, за исключением отмеченных.

### Space Oddity(ремастированная версия 2015 года)
| №                   | Название                                                                        | Длительность |
| ------------------- | ------------------------------------------------------------------------------- | ------------ |
| 1.                  | «Space Oddity»                                                                  | 5:16         |
| 2.                  | «Unwashed and Somewhat Slightly Dazed» (содержит скрытый трек „Don't Sit Down“) | 6:52         |
| 3.                  | «Letter to Hermione»                                                            | 2:36         |
| 4.                  | «Cygnet Committee»                                                              | 9:39         |
| Общая длительность: | Общая длительность:                                                             | 24:23        |

| №                   | Название                       | Длительность  |
| ------------------- | ------------------------------ | ------------- |
| 5.                  | «Janine»                       | 3:25          |
| 6.                  | «An Occasional Dream»          | 3:00          |
| 7.                  | «Wild Eyed Boy from Freecloud» | 4:53          |
| 8.                  | «God Knows I'm Good»           | 3:22          |
| 9.                  | «Memory of a Free Festival»    | 7:10          |
| Общая длительность: | Общая длительность:            | 21:50 (46:13) |

### The Man Who Sold the World(ремастированная версия 2015 года)
| №                   | Название                | Длительность |
| ------------------- | ----------------------- | ------------ |
| 1.                  | «The Width of a Circle» | 8:10         |
| 2.                  | «All the Madmen»        | 5:43         |
| 3.                  | «Black Country Rock»    | 3:36         |
| 4.                  | «After All»             | 4:00         |
| Общая длительность: | Общая длительность:     | 21:29        |

| №                   | Название                     | Длительность  |
| ------------------- | ---------------------------- | ------------- |
| 5.                  | «Running Gun Blues»          | 3:15          |
| 6.                  | «Saviour Machine»            | 4:30          |
| 7.                  | «She Shook Me Cold»          | 4:17          |
| 8.                  | «The Man Who Sold the World» | 4:01          |
| 9.                  | «The Supermen»               | 3:41          |
| Общая длительность: | Общая длительность:          | 19:44 (41:13) |

### Hunky Dory(ремастированная версия 2015 года)
| №                   | Название                | Длительность |
| ------------------- | ----------------------- | ------------ |
| 1.                  | «Changes»               | 3:37         |
| 2.                  | «Oh! You Pretty Things» | 3:12         |
| 3.                  | «Eight Line Poem»       | 2:55         |
| 4.                  | «Life on Mars?»         | 3:55         |
| 5.                  | «Kooks»                 | 2:53         |
| 6.                  | «Quicksand»             | 5:06         |
| Общая длительность: | Общая длительность:     | 21:38        |

| №                   | Название                                    | Длительность  |
| ------------------- | ------------------------------------------- | ------------- |
| 7.                  | «Fill Your Heart» (Бифф Роуз и Пол Уильямс) | 3:10          |
| 8.                  | «Andy Warhol»                               | 3:54          |
| 9.                  | «Song for Bob Dylan»                        | 4:13          |
| 10.                 | «Queen Bitch»                               | 3:20          |
| 11.                 | «The Bewlay Brothers»                       | 5:29          |
| Общая длительность: | Общая длительность:                         | 20:06 (41:44) |

### The Rise and Fall of Ziggy Stardust and the Spiders from Mars(ремастированная версия 2012 года)
| №                   | Название                    | Длительность |
| ------------------- | --------------------------- | ------------ |
| 1.                  | «Five Years»                | 4:43         |
| 2.                  | «Soul Love»                 | 3:34         |
| 3.                  | «Moonage Daydream»          | 4:40         |
| 4.                  | «Starman»                   | 4:14         |
| 5.                  | «It Ain't Easy» (Рон Дэвис) | 2:57         |
| Общая длительность: | Общая длительность:         | 20:08        |

| №                   | Название                | Длительность  |
| ------------------- | ----------------------- | ------------- |
| 6.                  | «Lady Stardust»         | 3:21          |
| 7.                  | «Star»                  | 2:47          |
| 8.                  | «Hang On to Yourself»   | 2:39          |
| 9.                  | «Ziggy Stardust»        | 3:13          |
| 10.                 | «Suffragette City»      | 3:28          |
| 11.                 | «Rock ’n’ Roll Suicide» | 2:58          |
| Общая длительность: | Общая длительность:     | 18:26 (38:34) |

### Aladdin Sane(ремастированная версия 2013 года)
| №                   | Название                        | Длительность |
| ------------------- | ------------------------------- | ------------ |
| 1.                  | «Watch That Man»                | 4:30         |
| 2.                  | «Aladdin Sane (1913-1938-197?)» | 5:08         |
| 3.                  | «Drive-In Saturday»             | 4:37         |
| 4.                  | «Panic in Detroit»              | 4:28         |
| 5.                  | «Cracked Actor»                 | 3:01         |
| Общая длительность: | Общая длительность:             | 21:44        |

| №                   | Название                                                    | Длительность  |
| ------------------- | ----------------------------------------------------------- | ------------- |
| 6.                  | «Time»                                                      | 5:15          |
| 7.                  | «The Prettiest Star»                                        | 3:31          |
| 8.                  | «Let’s Spend the Night Together» (Мик Джаггер, Кит Ричардс) | 3:10          |
| 9.                  | «The Jean Genie»                                            | 4:08          |
| 10.                 | «Lady Grinning Soul»                                        | 3:55          |
| Общая длительность: | Общая длительность:                                         | 19:59 (41:43) |

### Pin Ups(2015 remaster)
| №                   | Название                                                                      | Автор(ы)                                                            | Длительность |
| ------------------- | ----------------------------------------------------------------------------- | ------------------------------------------------------------------- | ------------ |
| 1.                  | «Rosalyn» (оригинальная запись сделана группой The Pretty Things)             | Джимми Данкан, Билл Фэрли                                           | 2:21         |
| 2.                  | «Here Comes the Night» (наиболее известная версия записана группой Them)      | Берт Бернс                                                          | 3:09         |
| 3.                  | «I Wish You Would» (наиболее известная версия записана группой The Yardbirds) | Билли Бой Арнольд                                                   | 2:48         |
| 4.                  | «See Emily Play» (оригинальная запись сделана группой Pink Floyd)             | Сид Барретт                                                         | 4:13         |
| 5.                  | «Everything’s Alright» (оригинальная запись сделана группой The Mojos)        | Ники Крауч, Джон Конрад, Саймон Стейвли, Стюарт Джеймс, Кит Карлсон | 2:28         |
| 6.                  | «I Can’t Explain» (оригинальная запись сделана группой The Who)               | Пит Таунсенд                                                        | 2:15         |
| Общая длительность: | Общая длительность:                                                           | Общая длительность:                                                 | 17:14        |

| №                   | Название                                                                             | Автор(ы)                                        | Длительность  |
| ------------------- | ------------------------------------------------------------------------------------ | ----------------------------------------------- | ------------- |
| 7.                  | «Friday on My Mind» (оригинальная запись сделана группой The Easybeats)              | Джордж Янг, Гарри Ванда                         | 2:56          |
| 8.                  | «Sorrow» (наиболее известная версия записана группой The Merseys)                    | Боб Фельдман, Джерри Голдштейн, Ричард Готтерер | 2:53          |
| 9.                  | «Don’t Bring Me Down» (оригинальная запись сделана группой The Pretty Things)        | Джонни Ди                                       | 2:06          |
| 10.                 | «Shapes of Things» (оригинальная запись сделана группой The Yardbirds)               | Пол Сэмвелл-Смит, Джим Маккарти, Кит Релф       | 2:53          |
| 11.                 | «Anyway, Anyhow, Anywhere» (оригинальная запись сделана группой the Who)             | Роджер Долтри, Пит Таунсенд                     | 3:13          |
| 12.                 | «Where Have All the Good Times Gone» (оригинальная запись сделана группой The Kinks) | Рей Девис                                       | 2:41          |
| Общая длительность: | Общая длительность:                                                                  | Общая длительность:                             | 16:42 (33:56) |

### Live Santa Monica '72(ремастированная версия 2008 года)
| №                   | Название              | Длительность |
| ------------------- | --------------------- | ------------ |
| 1.                  | «Introduction»        | 0:13         |
| 2.                  | «Hang On to Yourself» | 2:46         |
| 3.                  | «Ziggy Stardust»      | 3:22         |
| 4.                  | «Changes»             | 3:27         |
| 5.                  | «The Supermen»        | 2:55         |
| 6.                  | «Life on Mars?»       | 3:27         |
| Общая длительность: | Общая длительность:   | 16:10        |

| №                   | Название                                      | Длительность |
| ------------------- | --------------------------------------------- | ------------ |
| 7.                  | «Five Years»                                  | 4:32         |
| 8.                  | «Space Oddity»                                | 5:04         |
| 9.                  | «Andy Warhol»                                 | 3:49         |
| 10.                 | «My Death» (Эрик Блау, Морт Шуман, Жак Брель) | 5:50         |
| Общая длительность: | Общая длительность:                           | 19:15        |

| №                   | Название                 | Длительность |
| ------------------- | ------------------------ | ------------ |
| 1.                  | «The Width of a Circle»  | 10:43        |
| 2.                  | «Queen Bitch»            | 3:00         |
| 3.                  | «Moonage Daydream»       | 4:53         |
| 4.                  | «John, I’m Only Dancing» | 3:16         |
| Общая длительность: | Общая длительность:      | 21:52        |

| №                   | Название                           | Длительность  |
| ------------------- | ---------------------------------- | ------------- |
| 5.                  | «I’m Waiting for the Man» (Лу Рид) | 5:44          |
| 6.                  | «The Jean Genie»                   | 4:00          |
| 7.                  | «Suffragette City»                 | 4:11          |
| 8.                  | «Rock ’n’ Roll Suicide»            | 3:01          |
| Общая длительность: | Общая длительность:                | 16:56 (74:13) |

- В CD-версии альбома все треки собраны на одном диске.

### Ziggy Stardust: The Motion Picture Soundtrack(ремастированная версия 2003 года)
| №                   | Название                                                                                                  | Длительность |
| ------------------- | --- | ------------ |
| 1.                  | «Introduction» (включая 9-ю симфонию Бетховена, аранжировка сделана Венди Карлосом) (Людвиг ван Бетховен) | 1:06         |
| 2.                  | «Hang On to Yourself»                                                                                     | 2:56         |
| 3.                  | «Ziggy Stardust»                                                                                          | 3:19         |
| 4.                  | «Watch That Man»                                                                                          | 4:14         |
| 5.                  | «Wild Eyed Boy from Freecloud»                                                                            | 3:15         |
| 6.                  | «All the Young Dudes»                                                                                     | 1:38         |
| 7.                  | «Oh! You Pretty Things»                                                                                   | 1:46         |
| Общая длительность: | Общая длительность:                                                                                       | 18:14        |

| №                   | Название                        | Длительность |
| ------------------- | ------------------------------- | ------------ |
| 8.                  | «Moonage Daydream»              | 6:25         |
| 9.                  | «Changes»                       | 3:36         |
| 10.                 | «Space Oddity»                  | 5:05         |
| 11.                 | «My Death» (Блау, Шуман, Брель) | 7:21         |
| Общая длительность: | Общая длительность:             | 22:27        |

| №                   | Название                                                             | Длительность |
| ------------------- | -------------------------------------------------------------------- | ------------ |
| 1.                  | «Introduction» (включая Увертюру „William Tell“) (Джоаккино Россини) | 1:02         |
| 2.                  | «Cracked Actor»                                                      | 3:04         |
| 3.                  | «Time»                                                               | 5:31         |
| 4.                  | «The Width of a Circle»                                              | 15:45        |
| Общая длительность: | Общая длительность:                                                  | 25:22        |

| №                   | Название                                            | Длительность  |
| ------------------- | --------------------------------------------------- | ------------- |
| 5.                  | «Let's Spend the Night Together» (Jagger, Richards) | 3:02          |
| 6.                  | «Suffragette City»                                  | 4:32          |
| 7.                  | «White Light/White Heat» (Рид)                      | 4:01          |
| 8.                  | «Farewell Speech»                                   | 0:39          |
| 9.                  | «Rock 'n' Roll Suicide»                             | 5:17          |
| Общая длительность: | Общая длительность:                                 | 17:31 (83:34) |

### The Rise and Fall of Ziggy Stardust and the Spiders from Mars(ремикс сделанный Кеном Скоттом в 2003 году)
| №                   | Название                 | Длительность |
| ------------------- | ------------------------ | ------------ |
| 1.                  | «Five Years»             | 4:43         |
| 2.                  | «Soul Love»              | 3:33         |
| 3.                  | «Moonage Daydream»       | 4:39         |
| 4.                  | «Starman»                | 4:10         |
| 5.                  | «It Ain't Easy» (Davies) | 2:59         |
| Общая длительность: | Общая длительность:      | 20:04        |

| №                   | Название                | Длительность  |
| ------------------- | ----------------------- | ------------- |
| 6.                  | «Lady Stardust»         | 3:21          |
| 7.                  | «Star»                  | 2:46          |
| 8.                  | «Hang On to Yourself»   | 2:38          |
| 9.                  | «Ziggy Stardust»        | 3:13          |
| 10.                 | «Suffragette City»      | 3:25          |
| 11.                 | «Rock 'n' Roll Suicide» | 2:58          |
| Общая длительность: | Общая длительность:     | 18:21 (38:25) |

### Re:Call 1(ремастированные треки)
| №                   | Название | Длительность |
| ------------------- | --- | ------------ |
| 1.                  | «Space Oddity» (оригинальная британская монофоническая сингл-версия)                                            | 4:42         |
| 2.                  | «Wild Eyed Boy from Freecloud» (оригинальная британская монофоническая сингл-версия)                            | 4:52         |
| 3.                  | «Ragazzo solo, ragazza sola» (Боуи, Могол; итальянская версия песни „Space Oddity“)                             | 5:06         |
| 4.                  | «The Prettiest Star» (оригинальная британская монофоническая сингл-версия (при участии Марка Болана на гитаре)) | 3:13         |
| 5.                  | «Conversation Piece» (Би-сайд сингла „The Prettiest Star“)                                                      | 3:07         |
| Общая длительность: | Общая длительность:                                                                                             | 21:00        |

| №                   | Название | Длительность |
| ------------------- | --- | ------------ |
| 6.                  | «Memory of a Free Festival (Part 1)»                                                                                            | 4:03         |
| 7.                  | «Memory of a Free Festival (Part 2)»                                                                                            | 3:34         |
| 8.                  | «All the Madmen» (монофоническая сингл-версия; прежде не издавалась)                                                            | 3:15         |
| 9.                  | «Janine» (монофоническая версия)                                                                                                | 3:23         |
| 10.                 | «Holy Holy» (оригинальная монофоническая сингловая версия; выпускалась только оригинальном сингле компании Mercury в 1971 году) | 3:13         |
| 11.                 | «Moonage Daydream» (Сингл-версия группы Arnold Corns)                                                                           | 3:53         |
| 12.                 | «Hang On to Yourself» (Сингл-версия группы Arnold Corns)                                                                        | 2:52         |
| Общая длительность: | Общая длительность: | 24:13        |

| №                   | Название                                                 | Длительность |
| ------------------- | -------------------------------------------------------- | ------------ |
| 1.                  | «Changes» (Монофоническая сингл-версия)                  | 3:39         |
| 2.                  | «Andy Warhol» (Монофоническая сингл-версия)              | 3:07         |
| 3.                  | «Starman» (Оригинальная сингловая версия)                | 4:17         |
| 4.                  | «John, I'm Only Dancing» (Оригинальная сингловая версия) | 2:47         |
| 5.                  | «The Jean Genie» (Оригинальная сингловая версия)         | 4:08         |
| 6.                  | «Drive-In Saturday» (германская сингловая версия)        | 4:03         |
| Общая длительность: | Общая длительность:                                      | 22:01        |

| №                   | Название                                                                   | Длительность  |
| ------------------- | -------------------------------------------------------------------------- | ------------- |
| 7.                  | «Round and Round» (Чак Берри)                                              | 2:42          |
| 8.                  | «Time» (американская сингловая версия)                                     | 3:43          |
| 9.                  | «John, I'm Only Dancing» (саксофоническая версия)                          | 2:45          |
| 10.                 | «Amsterdam» (Брель)                                                        | 3:27          |
| 11.                 | «Holy Holy» (Версия группы The Spiders from Mars)                          | 2:18          |
| 12.                 | «Velvet Goldmine» (Би-сайд из переиздания сингла „Space Oddity“ 1975 года) | 3:10          |
| Общая длительность: | Общая длительность:                                                        | 18:05 (85:19) |

## Чарты
| Чарт (2015–16)                         | Высшая позиция |
| -------------------------------------- | -------------- |
| Бельгия/Фландрия (Ultratop)            | 46             |
| Бельгия/Валлония (Ultratop)            | 82             |
| Нидерланды (Album Top 100)             | 68             |
| Франция (SNEP)                         | 156            |
| Германия (Offizielle Top 100)          | 63             |
| Венгрия (MAHASZ)                       | 24             |
| Италия (Classifica album)              | 100            |
| Великобритания (UK Albums Chart)       | 45             |
| США (Billboard Top Alternative Albums) | 23             |
| США (Billboard Top Rock Albums)        | 23             |